# ハロゲン化アルカリ金属
ハロゲン化アルカリ金属(Alkali metal halide)は、Mをアルカリ金属、Xをハロゲンとして、化学式MXで表される無機化合物である。しばしばこれらの金属やハロゲンの重要な供給源となる。最も有名なものは、食卓塩として使われる塩化ナトリウムである。

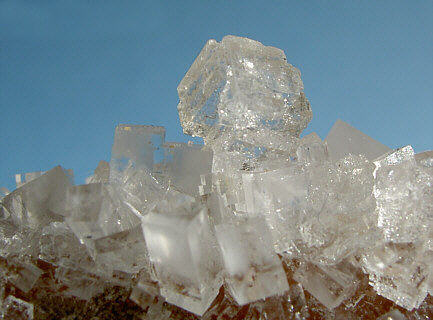
ハロゲン化物は、塩化ナトリウムの無機形態である。

## 構造

塩化ナトリウム中のナトリウムと塩素の配位の球棒モデル。ほとんどのアルカリ金属ハロゲン化物はこの構造をとる。

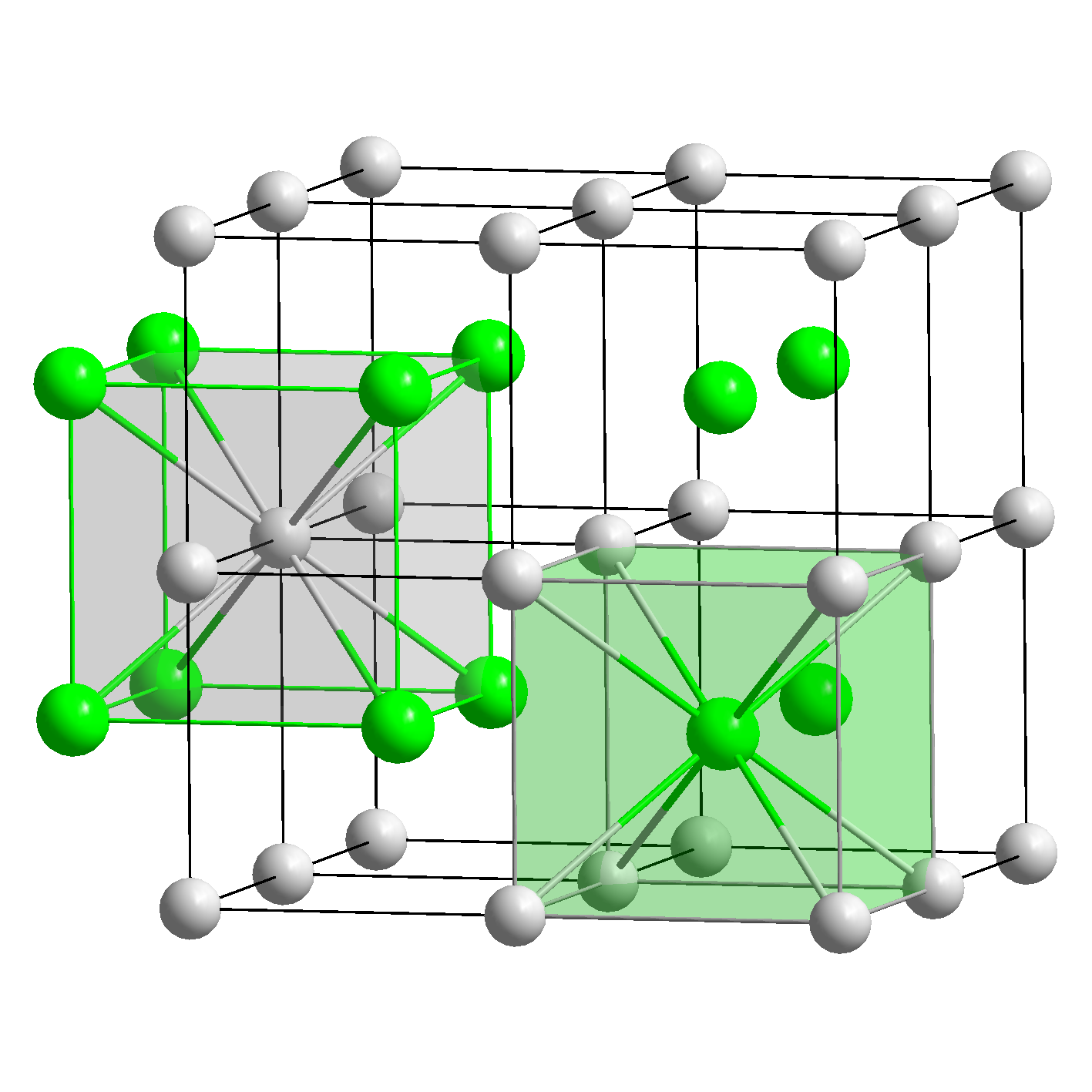
塩化セシウム中のセシウムと塩素の配位の球棒モデル

大部分のハロゲン化アルカリ金属は、面心立方格子状に結晶化する。この構造では、金属もハロゲンも八面体の配置となり、各々のイオンの配位数は6となる。塩化セシウム、臭化セシウム、ヨウ化セシウムは体心立方格子状に結晶化し、より大きな金属カチオン（アニオンも同様）に関して、配位数は8となる。

## 性質
ハロゲン化アルカリ金属は、無色の結晶質固体であるが、細かいものは白色を呈する。高温で溶融し、通常数百℃で無色の液体になる。その高い融点は、格子エネルギーの高さを反映している。静かで高い温度では、これらの液体は二原子分子の気体を作る。
これらの化合物は極性溶媒に溶解し、溶媒和しやすいアニオン及びカチオンを含むイオン溶液となる。アルカリ金属は、対応するアルカリ金属をかなりの量、溶かす。セシウムは融点以上の全ての温度で、完全に混和性である。
下の表は、各々の化合物の記事へのリンクを与えている。化合物名の横の数字は、ポーリングのスケールに基づく元素間の電気陰性度の差を示している。数字が大きいほど、固体がよりイオン性であることを表す。
|          |            | アルカリ金属 |            |           |            |            |
| リチウム | ナトリウム | カリウム     | ルビジウム | セシウム  |            |            |
| ハロゲン | フッ素     | LiF (3.0)    | NaF (3.1)  | KF (3.2)  | RbF (3.2)  | CsF (3.3)  |
| ハロゲン | 塩素       | LiCl (2.0)   | NaCl (2.1) | KCl (2.2) | RbCl (2.2) | CsCl (2.3) |
| ハロゲン | 臭素       | LiBr (1.8)   | NaBr (1.9) | KBr (2.0) | RbBr (2.0) | CsBr (2.1) |
| ハロゲン | ヨウ素     | LiI (1.5)    | NaI (1.6)  | KI (1.7)  | RbI (1.7)  | CsI (1.8)  |